# Frontstalag 141
Le Frontstalag 141, abrégé en FS 141, est un camp de prisonniers de l'Armée allemande, qui exista sous le régime nazi, installé dans la caserne du 11e chasseurs, à Vesoul, en Haute-Saône. Il pouvait détenir plus de 5 000 prisonniers à la fois.
Camp de discipline pour les « indigènes coloniaux », il est le seul camp de l'Est de la France à avoir fonctionné de l'invasion allemande en 1940 à la libération en 1944.

## Histoire
Vesoul, prise le 16 juin 1940 par la Wehrmacht, se trouve à une centaine de kilomètres de la ligne de démarcation.
À la suite de l'invasion allemande, l'Armée allemande créée une centaine de camps pour les prisonniers de guerre, appelés alors Frontstalags puisque sur les territoires occupes. En général, ces camps étaient installés dans des casernes, quartiers militaires ou autres bâtiments à vocation militaire. Logé dans la caserne nouvellement désaffectée du 11e régiment de chasseurs à cheval qui y fut cantonné de 1887 à 1939, le Frontstalag 141 était l'un des quatre camps en Franche-Comté avec ceux de Besançon, Belfort et Giromagny et le seul camp du département.
Le 31 mars 1942, le camp de Vesoul absorba celui d'Épinal (121) et celui de Laval (124) pour ainsi couvrir onze départements : Vosges, Haute-Marne, Yonne, Côte-d’Or, Haute-Saône, Territoire de Belfort, Doubs, Jura (partie occupée), Saône-et-Loire, Nièvre, Allier (partie occupée).
Nommé Frontstalag 141 de 1940 à 1943, il prend ensuite le nom de Frontstalag 194/Z de 1943 à 1944.
La ville de Vesoul est finalement libérée le 12 septembre 1944 par la 3e division d'infanterie US.

Galerie de photographies de la caserne
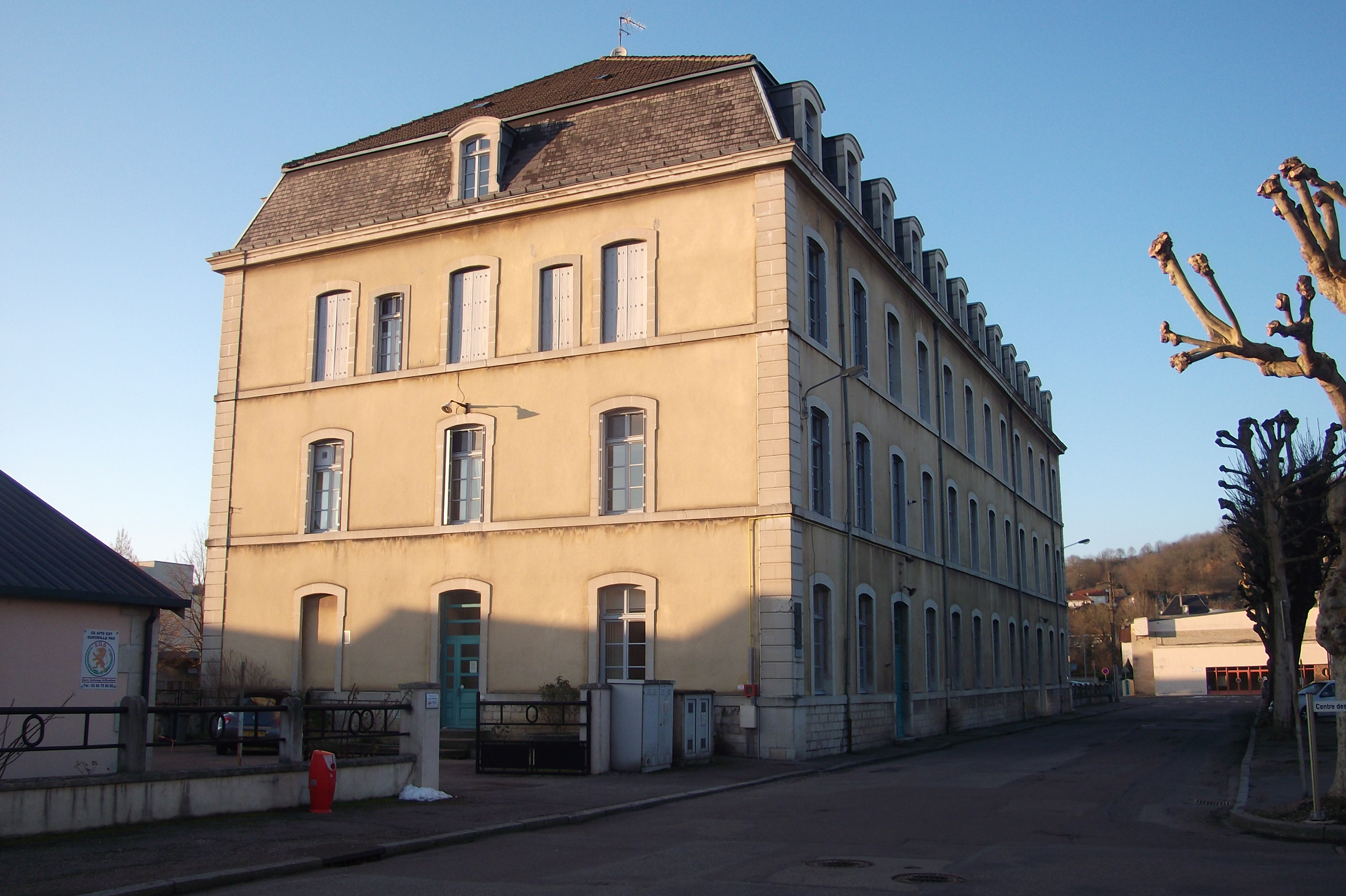
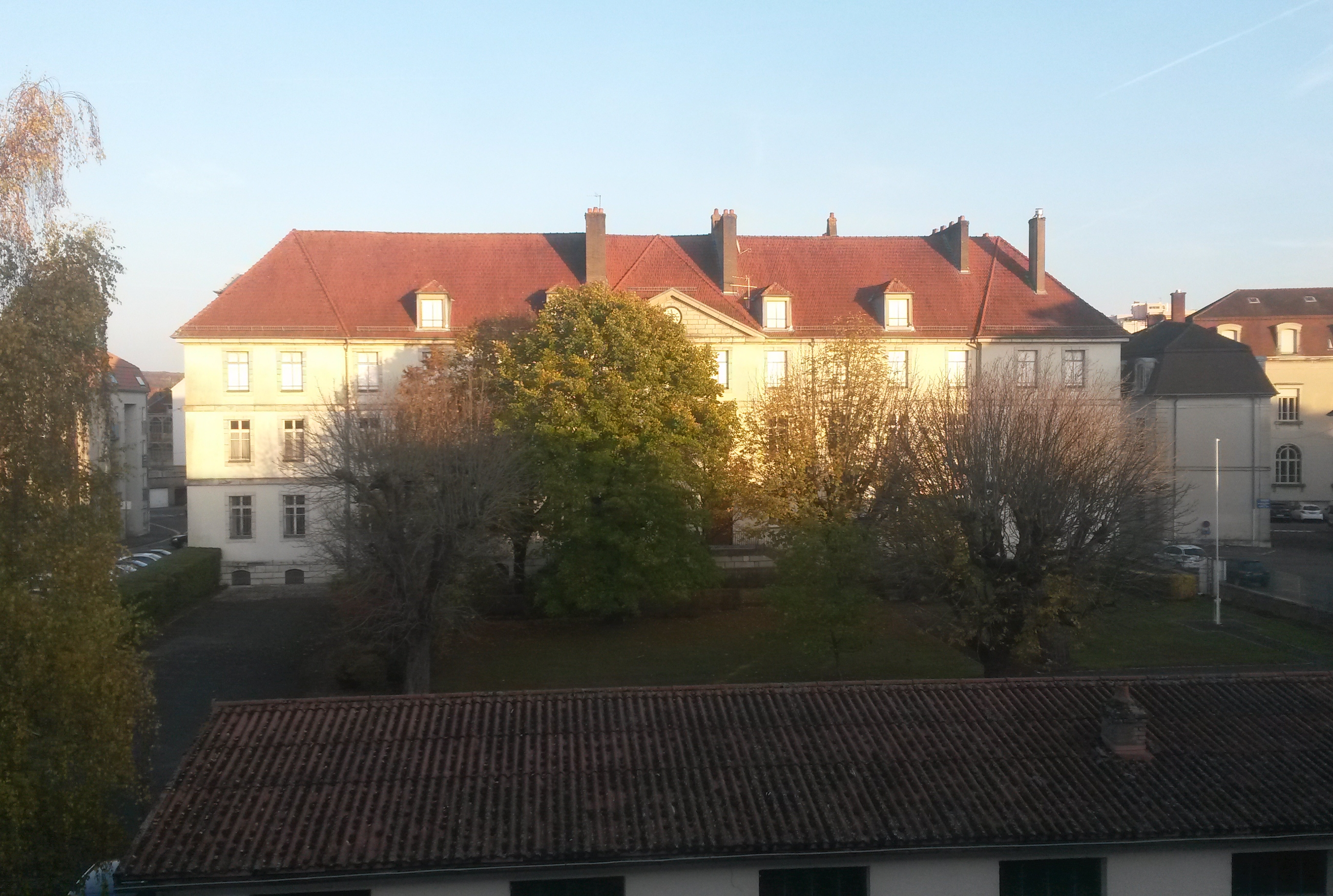
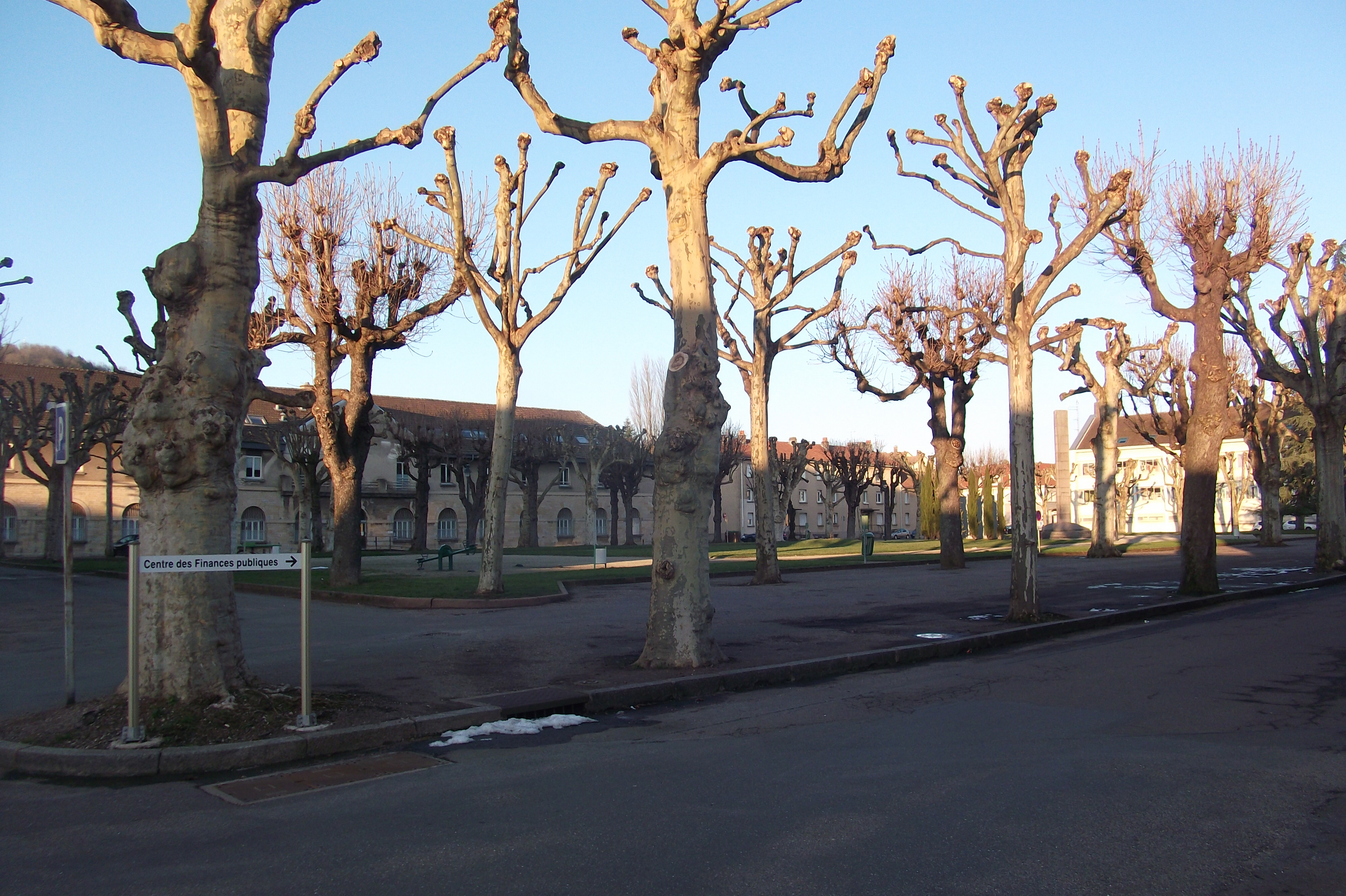